# 10,000 Maniacs
10,000 Maniacs é uma banda norte-americana de rock alternativo que se formou em 1981 e continua ainda ativa com diversas formações. O período com a vocalista Natalie Merchant foi o mais crítico e comercialmente bem sucedido.

## História

### 1981 - 1984
A banda foi formada com o nome de Still Life em 1981, em Jamestown, Nova York, por Dennis Drew (teclados), Steven Gustafson (baixo), Chet Cardinale (bateria), Robert Buck (guitarra), e Teri Newhouse (vocalista e ex-mulher de Buck). Gustafson convidou Natalie Merchant, que tinha 17 anos na época, para fazer alguns vocais. John Lombardo, que estava em uma banda chamada The Mills (juntamente com os irmãos guitarrista/vocalista Mark Liuzzo e Paul Liuzzo e também o baterista Mike Young) e usado para ocasionalmente tocar com Still Life, foi convidado a participar de forma permanente na guitarra e vocal. Newhouse e Cardinale deixaram a banda em Julho e Merchant se tornou a principal cantora. Vários bateristas vieram e se foram. A banda mudou seu nome para Burn Victims e, em seguida, para 10.000 Maniacs após o filme de terror de baixo orçamento, Two Thousands Maniacs.
Eles se apresentaram como 10.000 Maniacs pela primeira vez no Dia do Trabalho, 7 de setembro de 1981, com a formação: Merchant, Lombardo, Buck, Drew, Gustafson, e Tim Edborg na bateria. Edborg deixou a banda e Bob "Bob O Matic" Wachter assumiu a bateria durante o ano de 1981. Cansados de tocar canções covers, embora seu primeiro hit notável americano fosse a reedição da música “Peace Train” de Cat Stevens, a banda começou a escrever suas próprias músicas, geralmente com Merchant fazendo as letras e Lombardo, as músicas. Em março de 1982, com Jim Foti na bateria, a banda gravou um álbum EP chamado “Human Conflict Number Five”. Mais shows se seguiram em 1982. Durante esse tempo eles viveram em Atlanta, Geórgia por um curto período com o incentivo de amigos que disseram que havia muitos shows disponíveis lá, o que realmente não aconteceu, com a banda decidindo voltar para Jamestown em novembro de 1982 para se reagrupar.
No início de 1983, Jerry Augustyniak juntou-se à banda como seu baterista permanente. Os Maniacs conheceram Augustyniak quando eles se apresentaram em Buffalo, Nova York, onde ele tocava em uma banda punk chamada The Stains. Entre março e julho, a banda gravou músicas para um segundo registro, "Secrets of I Ching", o seu primeiro álbum completo, que foi lançada pela gravadora Mark Records para o próprio selo musical da banda, Christian Burial Music. O disco foi bem recebido pela crítica e chamou a atenção do respeitado DJ John Peel da BBC Radio 1, em Londres. Uma canção, "My Mother The War", acabou por ser um hit no Reino Unido e entrou na parada de singles independentes. A banda excursionou extensivamente durante 1983 e 1984, e fez vários shows no Reino Unido.
Peter Leak, um inglês que vivia em Nova York, interessou-se pela banda, fez contato e foi contratado como seu empresário. Com a ajuda de Leak e Howard Thompson, principal executivo da gravadora Elektra Records A & R, assinaram contrato com a Elektra, em novembro de 1984. Na primavera de 1985, eles gravaram seu segundo álbum de estúdio, “The Wishing Chair”, em Londres, no Livingston Studios, com Joe Boyd como produtor. Apesar do álbum não ter sido um blockbuster, o seu status de debut principal por uma gravadora de renome deu alguma notoriedade a banda e recebeu aclamação significativa da crítica.

### 1984 - 1993
Lombardo, um dos fundadores da banda resolveu sair durante um ensaio em 14 de julho de 1986. Os remanescestes cinco membros começaram a gravar um novo álbum em Los Angeles, com Peter Asher como o produtor. “In My Tribe”, uma canção mais pop-rock, foi lançado em 7 de julho de 1987, atingindo as paradas e lá permanecendo por 77 semanas, chegando ao nº 37 e estabelecendo um grande público nos Estados Unidos e com boa recepção também no Reino Unido. O álbum continha originalmente "Peace Train", mas ela foi removida das prensagens posteriores depois que Cat Stevens (hoje Yusef Islam) te feito algumas observações que implicaram na sua concordância com uma declaração de morte contra o autor Salman Rushdie, vindo de uma autoridade islâmica.
O próximo álbum Blind Man Zoo lançado em 1989 chegou a ser o nº 13 nas paradas e ganhou o disco de ouro, aumentando ainda mais a fama do grupo. Em maio de 1989, a revista britânica de música, NME divulgou que eles haviam ganhado o prêmio na categoria compositor no New York Music Awards. Em 1990, com a ajuda de Lombardo, eles remasterizaram seus dois primeiros discos “Human Conflict Number Five” e “Secrets of the I Ching” e lançou-os como uma compilação chamada “Hope Chest: The Fredonia Recordings 1982-1983”. Lombardo e Mary Ramsey, que haviam formado um duo popular chamado John & Mary, abriram shows para os Maniacs durante a Hope Chest Tour em 1990. Em 1991, durante as gravações de um novo álbum, Merchant revelou aos outros membros que ela sairia do grupo para uma carreira solo no prazo de dois anos. O novo álbum, “Our Time in Eden”, foi lançado em 29 de setembro de 1992. Em 1993, a banda tocou no MTV Inaugural Ball para o presidente Clinton em janeiro e para o MTV Unplugged em 21 de abril. Merchant anunciou sua saída da banda na MTV em 5 de agosto de 1993. O álbum MTV Unplugged foi lançado em 26 de outubro de 1993.

### 1994 - 2001
No final de 1993 e início de 1994, os membros remanescentes da banda (Augustyniak, Buck, Drew, e Gustafson) chamaram John & Mary para se juntar à banda. Renovados, começaram a apresentar material novo quase que imediatamente, inicialmente chamando-se "John & Mary, Rob, Steve, Dennis, & Jerry”', antes que conseguissem recuperar legalmente o controle do nome 10,000 Maniacs. Lançaram dois álbuns com Ramsey nos vocais: Love Among The Ruins pela Geffen Records e em 1999, The Earth Pressed Flat pela gravadora Bar/None.
Em dezembro de 1998, Buck ficou algum tempo fora da banda, mudando-se para o Texas para se concentrar em um novo projeto chamado League of Blind Women. A banda recrutou Michael Lee Jackson da banda Animal Planet para assumir a guitarra. Buck voltou para a banda no verão de 1999.
Em 3 de novembro de 2000, 10,000 Maniacs apresentou-se com a Orquestra Filarmônica de Buffalo, em Buffalo, NY. Esse foi o último concerto que realizaram com Buck. Em 19 de dezembro de 2000, ele morreu de insuficiência hepática com 42 anos. Após essa perda, a banda deu uma pausa. Gustafson, Drew e Jeff Erickson fundaram uma banda chamada The Mighty Wallop!. Augustyniak juntou-se a uma banda chamada Only Humen. Em 5 de dezembro de 2001, a banda com a formação Gustafson, Drew, Augustyniak, Lombardo, Erickson e Ramsey, apresentou-se em um concerto beneficente em Toronto, Canadá.
Em 27 de janeiro de 2004, Elektra/Asylum /Rhino Records lançou Campfire Songs: The Popular, Obscure and Unknown Recordings, uma compilação de dois CDs com 31 músicas remasterizadas digitalmente, sendo quatro deles demos e uma inédita.

### 2009 - presente
A edição atual da banda (Augustyniak, Drew, Erickson, Gustafson e Ramsey) permanece ativa. Em 24 de outubro de 2009, eles se apresentaram em um evento beneficente em Buffalo para o Griffis Sculpture Park em Ashford Hollow, Nova York. Outras mostras recentes incluem concertos em Chicago, IL; Keystone, CO; Rochester, NY e Clarence, NY. Eles também fizeram uma apresentação poderosa no popular Mohegan Sun em Uncasville Lobo Den, CT em 4 de agosto de 2010.
Em 12 de Fevereiro de 2015 a banda voltou ao estúdio para produzir um novo álbum, Twice Told Tales. O álbum foi lançado em 28 de abril de 2015, seguido por uma apresentação no Buffalo Iron Works.

## Discografia

### Álbuns de estúdio
- Human Conflict Number Five (1982)
- Secrets of the I Ching (1983)
- The Wishing Chair (1985)
- In My Tribe (1987)
- Blind Man's Zoo (1989)
- Hope Chest: The Fredonia Recordings 1982-1983 (1990)
- Our Time in Eden (1992)
- MTV Unplugged (1993)
- Love Among the Ruins (1997)
- The Earth Pressed Flat (1999)
- Campfire Songs: The Popular, Obscure and Unknown Recordings (2004)
- Live Twenty-Five (2006)
- Extended Versions (2009)

## Integrantes
| - Dennis Drew – teclado, vocal de apoio (1981–presente) - Steve Gustafson – baixo, vocal de apoio (1981–presente) - Jerry Augustyniak – bateria, vocal de apoio (1983–presente) - Mary Ramsey – vocal, viola (1993–2001, 2007–presente) - Jeff Erickson – guitarra, vocal de apoio (2001–presente) | - Rob Buck – guitarra (1981–1998, 1999–2000; morto em 2000) - Chet Cardinale – bateria (1981) - Teri Newhouse – vocal de apoio (1981) - John Lombardo – guitarra, vocal de apoio (1981–1986, 1994–2002) - Natalie Merchant – vocal, piano (1981–1993) - Tim Edborg – bateria (1981) - Jim Colavito – saxofone (1981) - Debbie Heverly – piano (1981) - Duane Calhoun – guitarra (1981) - Bob "O'Matic" Wachter – bateria (1981-1982; morto em 2013) - Jim Foti – bateria (1982-1983) - Oskar Saville – vocal, guitarra acústica (2002–2007) |